# Paul Tsongas
Paul Efthemios Tsongas, född 14 februari 1941 i Lowell i Massachusetts, död 18 januari 1997 i Lowell i Massachusetts, var en amerikansk demokratisk politiker. Han representerade Massachusetts i båda kamrarna av USA:s kongress.
Tsongas kom från en familj med grekisk härkomst. Han studerade vid Dartmouth College och Yale Law School. Han kandiderade 1974 till USA:s representanthus för demokraterna och vann mot sittande kongressledamoten Paul W. Cronin. Tsongas representerade Massachusetts 5:e distrikt i representanthuset 1975-1979. Hans änka Niki Tsongas kandiderade i fyllnadsvalet i samma distrikt 2007 och vann valet.
I 1978 års kongressval vann han mot sittande senatorn Edward Brooke. Tsongas var ledamot av USA:s senat 1979-1985. Han insjuknade 1983 i cancer och bestämde sig för att inte kandidera till omval. Han återhämtade sig efter några år och gjorde en politisk comeback.
Tsongas vann demokraternas primärval i New Hampshire inför presidentvalet i USA 1992. Han förlorade partiets nominering mot Bill Clinton som valdes till USA:s president i november 1992. Tsongas cancer återkom några år senare.